# Гудовичи
Гудовичи (в старину также Гудовичевы) — малороссийский по происхождению дворянский род, употребляющий вариацию польско-литовского герба Одровонж.
Родоначальник их, шляхтич Станислав Гудович, получил в 1567 г. подтвердительную грамоту на имение Гудайце. Старший сын его, Матвей, был родоначальником старшей ветви, внесенной в VI и I части родословных книг Виленской и Ковенской губерний, а у младшего, Ивана, были внуки Андрей и Степан Павловичи, переселившиеся в Малороссию из Литвы в начале XVIII в. и служившие в казачьих полках.
В 1797 г. Иван Васильевич Гудович был пожалован титулом графа, который 12 лет спустя был распространён и на его четверых младших братьев. Род графов Гудовичей внесен в V часть родословных книг Черниговской и Московской губерний, а род дворян Гудовичей (потомства Степана Павловича Гудовича) — в VI часть родословной книги Черниговской губернии.

## Графская ветвь
- Андрей Павлович Гудович (ум. 1734), бунчуковый товарищ, в деле бакланской сотни поддержал князя Меншикова, за что пожалован поместьями
∞ Марфа Игнатьевна Рубец
  - Василий Андреевич (ум. 1764), малороссийский генеральный подскарбий, после упразднения гетманства переименован в тайные советники; от 1-й жены А. П. Носенко-Белецкой два старших сына и 4 дочери; от 2-й жены М. С. Миклашевской ещё 5 сыновей.
    - Андрей Васильевич (1731—1808), генерал-адъютант Петра III, после его свержения 34 года жил в деревне, пока не был возвращён в столицу Павлом I и произведён в генералы от инфантерии
    - граф Иван Васильевич (1741—1820), генерал-фельдмаршал, московский главнокомандующий (1809-12), член Государственного совета, владелец имения Чечельницы в Подольской губернии; женат на грф. Прасковье Кирилловне Разумовской
      - граф Кирилл Иванович (1777—1856), генерал-майор, владелец усадьбы Староникольское и (на паях с братом) большого дома на Тверской улице (ныне Брюсов переулок, 21); женат на кнж. Варваре Яковлевне Голицыной
        - грф. Прасковья Кирилловна (1813—1877), жена А. И. Пестеля
        - грф. Наталья Кирилловна (1814—1883), жена Н. Е. Куликовского; их внук Н. А. Куликовский приходился зятем последнему русскому императору
        - граф Андрей Кириллович (1816—?)
        - граф Василий Кириллович (1817—1892), поручик
        - грф. Варвара Кирилловна (1823—?), жена кн. А. Г. Баратова

      - граф Андрей Иванович (1781—1867), генерал-майор, обер-егермейстер, московский губернский предводитель дворянства, владелец усадьбы Поливаново; женат на грф. Екатерине Николаевне Мантейфель
        - грф. Анна Андреевна (1818—1882), жена князя Н. И. Трубецкого

      - грф. Елизавета Ивановна, жена полковника И. И. Лизогуба

    - граф Михаил Васильевич (1752—1818), генерал-майор, живший в доме у С. О. Апраксиной
    - Александр Васильевич (1754—1806), генерал-майор, герой штурма Измаила

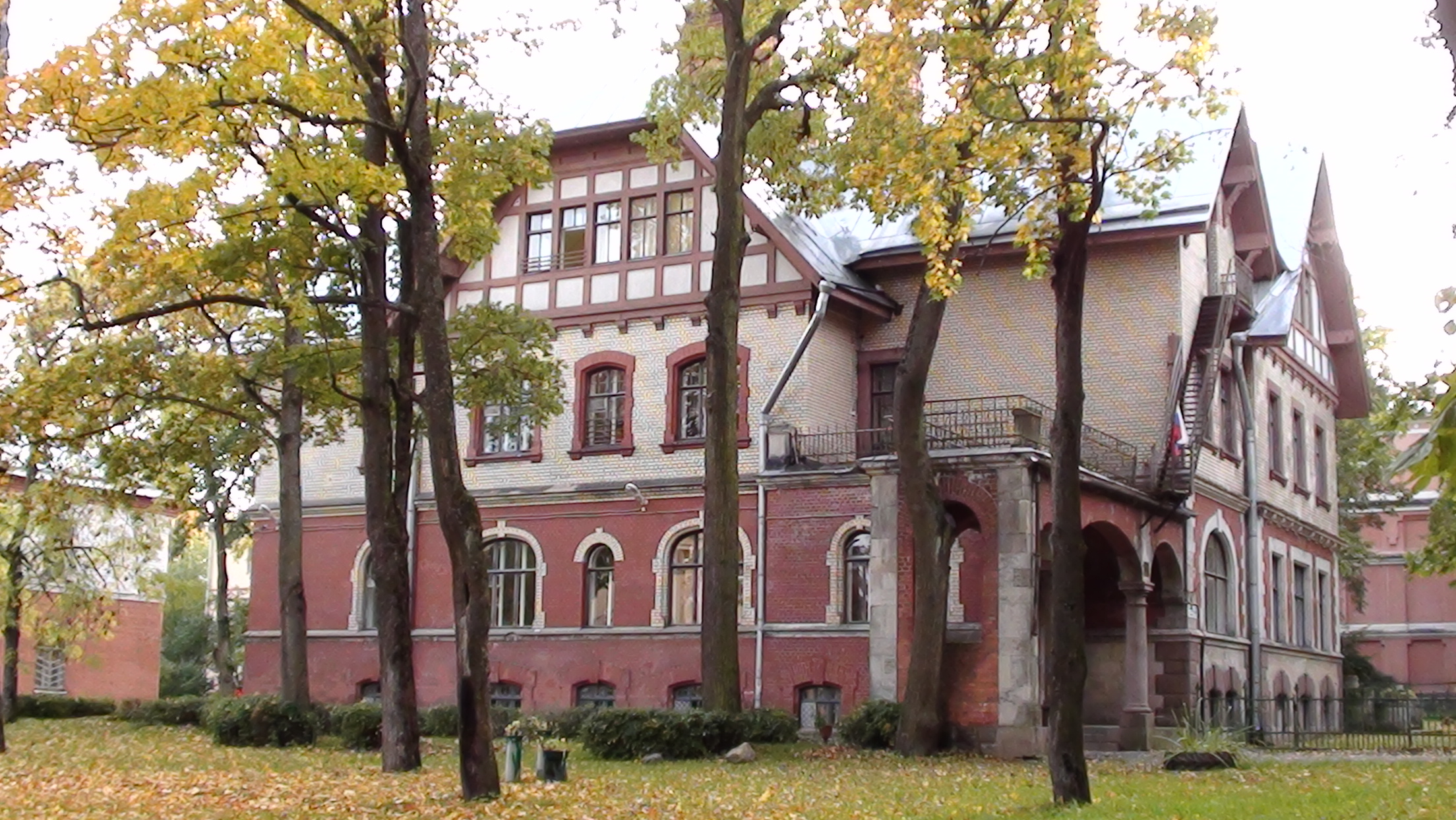
Особняк В. В. Гудовича на Парковой улице

    - граф Василий Васильевич (1753—1819), генерал-лейтенант, владелец имения Разрытое; женат на Евдокии Константиновне Лисаневич
      - граф Василий Васильевич (177.—1831), генерал-майор; женат на Александре, дочери генерала Г. Г. Энгельгардта Особняк В. В. Гудовича на Парковой улице
        - граф Василий Васильевич (1819—1886), полковник гвардии; женат на кнж. Варваре Николаевне Щербатовой
          - граф Василий Васильевич (1866—1945), петербургский губернский предводитель дворянства, в должности шталмейстера, владелец дачи в Царском Селе; женат на кнж. Надежде Петровне Гагариной
          - граф Александр Васильевич-мл. (1869—1919), кутаисский губернатор, владелец подмосковной усадьбы Введенское, расстрелян; женат на грф. Марии Сергеевне Шереметевой
            - Дмитрий Александрович (1904—1937), умер в Бутырской тюрьме
            - Андрей Александрович (1907—1994), инженер, жил в Москве
            - Мария Александровна, жена кн. С. С. Львова
            - Варвара Александровна (1900—1937), художница, умерла в ГУЛАГе, жена кн. В. В. Оболенского (1890—1937, расстрелян)

          - грф. Анастасия Васильевна, жена кн. А. Д. Голицына
          - грф. Екатерина Васильевна, жена гр. Ф. А. Уварова

        - грф. Евдокия Васильевна, фрейлина, жена графа А. И. Гендрикова; их внучка Анастасия причислена к лику святых
        - грф. Александра Васильевна, фрейлина; жена кн. М. П. Голицына

      - граф Михаил Васильевич-мл. (1784—1868), генерал-майор, имел 5 сыновей и 2 дочери
      - грф. Анастасия Васильевна, жена А. И. Маркевича; у них сын Николай
      - грф. Екатерина Васильевна, жена П. Г. Галагана; у них сын Григорий

    - граф Николай Васильевич (1758—1841), генерал-лейтенант, шеф Каргопольского драгунского полка; женат на Варваре Николаевне Горленко
      - граф Василий Николаевич (1789—1846), полковник

    - граф Пётр Васильевич (1759—183.), действительный статский советник, дежурный генерал Малороссийского ополчения

## Геральдика
Герб рода Гудовичей внесён в Часть 2 Общего гербовника дворянских родов Всероссийской империи, стр. 128.
Герб рода графов Гудовичей внесён в Часть 9 Общего гербовника дворянских родов Всероссийской империи, стр. 4.

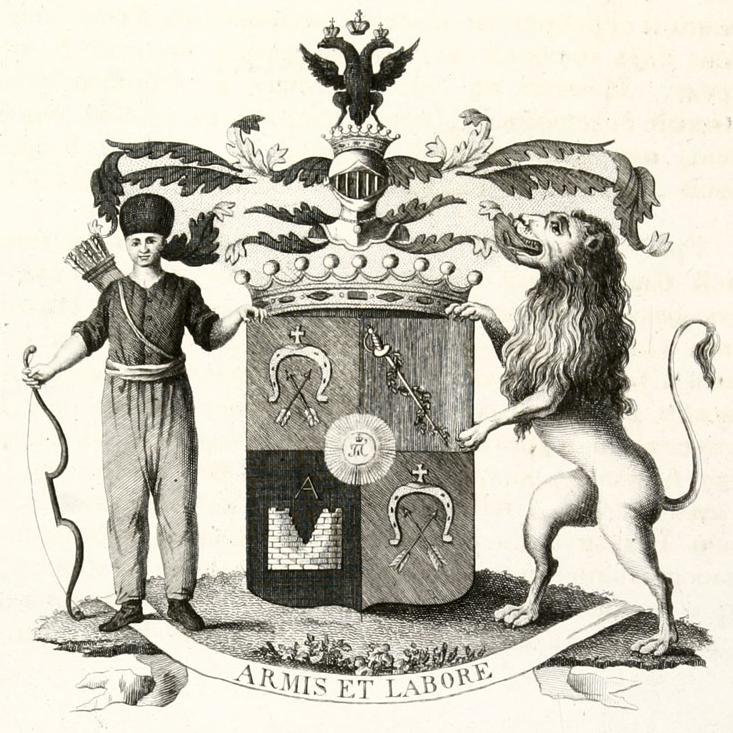

В щите, разделённом на четыре части, посередине находится сияющее Солнце и на оном изображено имя Его Величества Государя Императора Павла Первого.
В первой и четвёртой частях, в зелёном поле золотой Крест, поставленный на золотой Подкове, а внизу оной крестообразно положены две золотые Стрелы остроконечием вверх. Во второй части, в красном поле диагонально к нижнему левому углу означена Лаврами обвитая серебряная Шпага. В третьей части, в чёрном поле серебряная Стена с проломом и над нею видна литера А, означающая взятую им крепость Анапу. Щит, покрытый графской Короной, имеет на поверхности поставленный серебряный Шлем, увенчанный графской Короной, над которой двуглавый чёрный коронованный орёл.
Намёт на щите чёрного и зелёного цвета, подложенный золотом. Щит держат: с правой стороны Сармат, имеющий в руке лук и за плечами колчан. А с левой — лев. В основание герба девиз — ARMIS ET LABORE. («Оружием и трудом»).